# Zaprudnia
Zaprudnia (ros. Запрудня) – osiedle typu miejskiego w Rosji, w obwodzie moskiewskim, 100 km od Moskwy. W 2020 liczyło 12 200 mieszkańców.